# Lirobarleeia veleronis
Lirobarleeia veleronis is een slakkensoort uit de familie van de Barleeiidae. De wetenschappelijke naam van de soort is voor het eerst geldig gepubliceerd in 1939 door Hertlein & Strong.